# NGC 7180
NGC 7180 (другие обозначения — PGC 67890, ESO 601-6, MCG -4-52-8) — линзообразная галактика (S0) в созвездии Водолей.
Этот объект входит в число перечисленных в оригинальной редакции «Нового общего каталога».